# فوندیوگن
فوندیوگن (به لاتین: Foundiougne Department) یک منطقهٔ مسکونی در سنگال است که در فتیک واقع شده‌است. فوندیوگن ۲٬۹۵۹ کیلومتر مربع مساحت و ۲۷۳٬۴۳۶ نفر جمعیت دارد.